# Tennis de table aux Jeux olympiques de la jeunesse de 2014
Navigation
Édition précédente Édition suivante
Les épreuves de tennis de table aux jeux olympiques de la jeunesse d'été de 2014 ont lieu au Wutaishan Sports Center de Nankin, en Chine, du 17 au 23 août 2014.

## Compétitions
| Compétitions   | Or                             | Argent                                   | Bronze                            |
| -------------- | ------------------------------ | ---------------------------------------- | --------------------------------- |
| Simple garçons | Fan Zhendong                   | Yuto Muramatsu (de)                      | Hugo Calderano                    |
| Simple filles  | Liu Gaoyang                    | Doo Hoi Kem                              | Lily Zhang                        |
| Équipe mixte   | Chine Fan Zhendong Liu Gaoyang | Japon Miyu Kato (en) Yuto Muramatsu (de) | Hong Kong Doo Hoi Kem Hung Ka Tak |